# East Palestine
East Palestine falu az Amerikai Egyesült Államok Ohio államában, Columbiana megyében. Lakosainak száma 4761 fő (2020. április 1.).

## Népesség
A település népességének változása:

| 2010 | 4 721 |
| 2020 | 4 761 |